# 휴가나다 지진

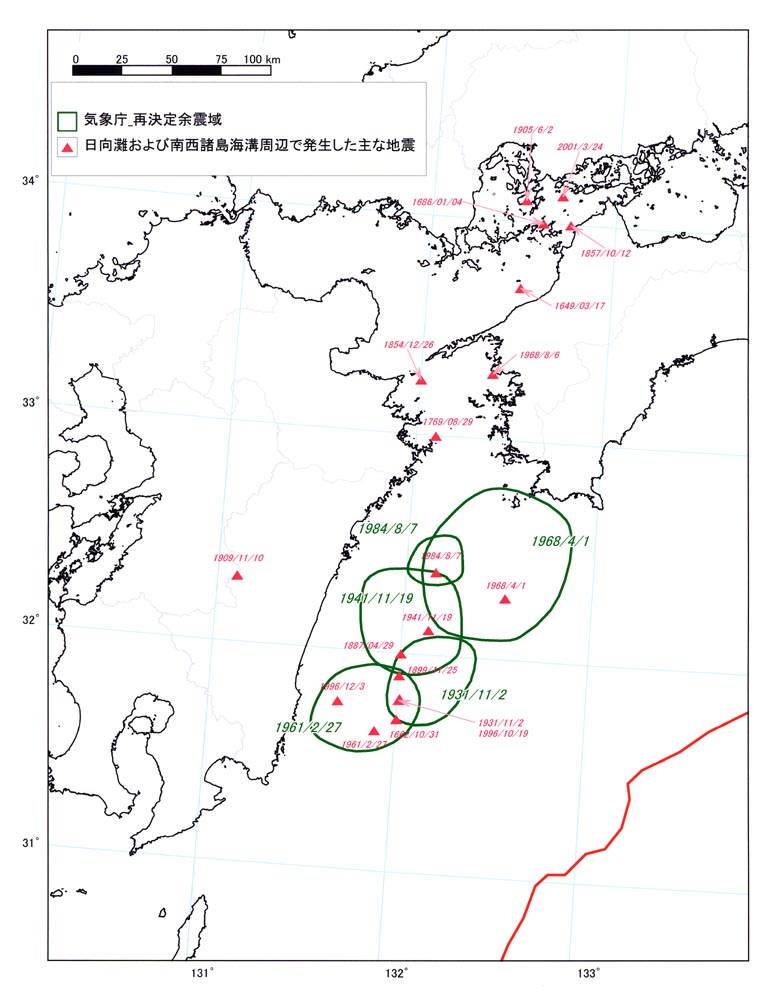
휴가나다 지진의 주요 지진 진원지와 인근 화산을 그린 지도

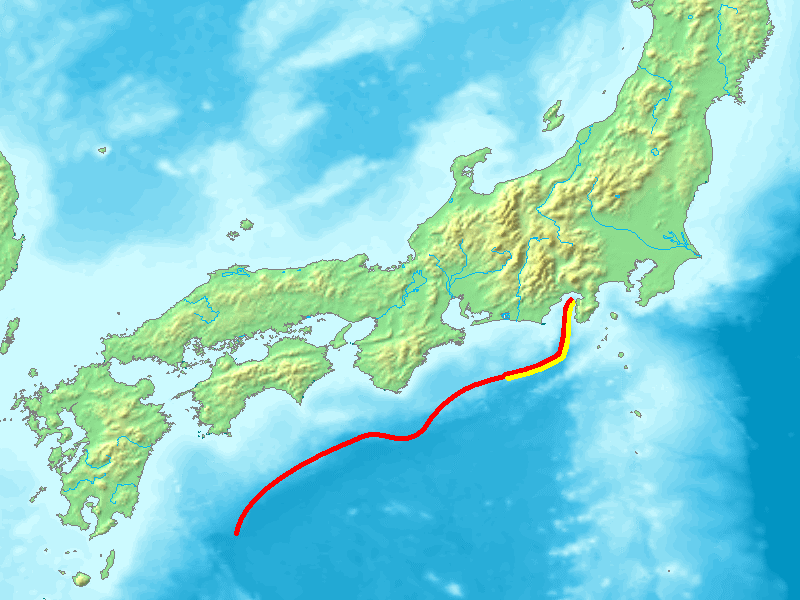
난카이 해곡을 빨간 선으로 그은 지도. 휴가나다 지진은 난카이 해곡 서쪽 끝 규슈 동쪽 해역에서 일어난다.

휴가나다 지진(일본어: 日向灘地震)은 난카이 해곡 서쪽 휴가나다에서 주기적으로 일어나는 해구형 지진이다. 휴가지진(日向地震)라고도 부른다.
일본 미야자키현 및 오이타현 해역에 해당하는 휴가나다에선 과거부터 반복적으로 대지진이 일어나는 것으로 알려져 있었다. 일본 내각부의 2004년 지진조사연구추진본부 지진조사위원회 보고서에 따르면 휴가나다 지진은 규모에 따라 M7.6급 지진과 M7.0-7.2 지진 2가지로 나눌 수 있다. 두 가지 지진 모두 대륙판인 유라시아판 아래로 해양판인 필리핀해판이 섭입하면서 만들어진 판 경계면에서 낮은 단층각도의 역단층(충상단층) 형으로 일어나는 해구형지진으로 진원역을 구체적으로 특정할 순 없으나 지진 깊이는 대략 10-40km인 것으로 추정된다.
규슈 동부의 미야자키현 구시마시 부근에서 오이타현 사이키시 부근까지의 해안선은 북북동-남남서 방향으로 나 있는데 이는 난카이 해곡의 해곡 축선과 거의 평행하다. 지진조사위원회 보고서에 이용한 진원역은 앞에서 말한 해안선에서 동북쪽으로 시코쿠 에히메현 우와지마시 부근까지 연장한 선 부근에서 육지 쪽 인근과 해구 축선 사이 폭 약 100-150km 지역이다. 해곡에서 가까운 폭 50km 정도 영역은 진원역에서 제외되어 있다.
근미래에 휴가나다 지진이 일어날 경우 진원에서 가까운 연안 지역의 지진 진동 피해 뿐 아니라, 진원이 얕을 경우 쓰나미 피해도 일어날 우려가 있다. 특히 규슈에선 미야자키현, 오이타현이, 시코쿠에선 에히메현, 고치현 등 태평양과 맞닿은 지역에서 큰 쓰나미 피해를 입을 수 있다.

## 발생 간격
두 가지 휴가나다 지진 중 M7.6급 대주기 지진은 약 200년 간격으로 오는 것으로 추정되며 17세기 이후 1662년 M7.6 지진과 1968년 M7.5 지진 2차례 발생하여 모두 쓰나미 피해를 일으켰다. 또한 M7.0-7.2급 소주기 지진은 약 20-27년 간격으로 오는 것으로 추정되며 1923년 이후 1931년 M7.1 지진, 1941년 M7.2 지진, 1961년 M7.0 3차례 지진 및 1984년 M7.1 4차례 지진이 발생하여 큰 인명피해를 일으켰다.
두 종류의 지진을 합칠 경우 십수년에서 수십 년에 한번 꼴로 휴가나다 지진이 일어나고 있다. 조사를 통해 알려진 가장 큰 규모의 지진은 1662년 M7.6 지진이며 휴가나다 지역 단독으로 규모 M8 이상의 거대지진이 일어난 적은 없었다. 하지만 진원역 동쪽의 난카이 지진 등과 연동하여 동시에 M8 규모의 연동형 지진이 일어날 수도 있다는 주장도 있다. 예를 들어 도카이·도난카이·난카이 지진이 한꺼번에 연동되었던 1707년 호에이 지진의 경우에는 휴가나다 지진도 연동되어 일어났었다는 설도 존재한다. 특히 2011년 도호쿠 지방 태평양 해역 지진이 일어난 이후 연동형지진이 발생할 수 있다는 우려가 더 많아졌다.

## 지진 발생 확률
| 영역     | 영역          | 양상         | 2004년 2월 27일 시점 | 2004년 2월 27일 시점 | 2018년 1월 1일 기준 | 2018년 1월 1일 기준 | 2022년 1월 1일 기준 | 2022년 1월 1일 기준 |
| 영역     | 영역          | 양상         | 규모 (M)             | 30년 내 발생 확률    | 규모 (M)            | 30년 내 발생 확률   | 규모 (M)            | 30년 내 발생 확률   |
| 휴가나다 |               | 판 경계 지진 | 7.6 전후             | 10% 정도             | 7.6 전후            | 10% 정도            | 7.6 전후            | 10% 정도            |
| 휴가나다 | (소주기 지진) | 판 경계 지진 | 7.1 전후             | 70 - 80%             | 7.1 전후            | 70 - 80%            | 7.1 전후            | 70 - 80%            |

알려진 휴가나다 지진은 진원역이 매번 같지 않기 때문에 발생확률평가에선 평가한 영역에서 무작위 지역에서 하나의 지진이 일어날 모든 확률을 총합하여 산출했다. 또한 도호쿠 지방 태평양 해역 지진 이후 연동형지진에 대한 관심이 높아지면서 휴가나다 지진을 포함한 난카이 해곡 거대지진에 대한 장기 평가가 재조사에 들어갔으며 2013년 봄부턴 이를 반영하여 발표하기 시작했다. 이에 따라 대주기 휴가나다 지진의 간격은 대략 200년, 소주기 휴가나다 지진의 간격은 대략 20-27년으로 추정했다.
2011년 일본 문부과학성의 지진조사연구추진본부에서 휴가나다 지진의 발생 확률을 쓰면서 규슈에서 류큐 열도에 해당하는 해역은 정확히 확률 측정할 수 없다고 적은 후, 다음과 같은 주석을 달았다.
이 지역(휴가나다 해역)은 지진 발생 특성을 분석하기 위해 필요한 충분한 지식을 얻을 수 없으며 상정한 지진역이 너무나 넓어 구체적으로 지진이 일어날 지역을 지목할 수 없는 이유 등으로 인해 휴가나다 지진의 구체적인 발생 확률, 지진 발생 간격 등과 같은 정량적 요소는 쓰지 않았다.— 일본 지진조사연구추진본부 장기평과결과목록 (2011년 1월 11일 발표)

## 상정된 지진 및 예상 피해
일본 지진조사위원회의 2005년 보고서엔 시코쿠와 가까운 지역인 휴가나다 북부에서 규모 M7.6의 지진이 일어날 경우 고치현 오키노시마섬에서 최대진도 6강을 느끼며 시코쿠 서남쪽과 미야자키시, 노베오카시 등 미야자키현 연안 평야에서 진도 5강을 느낄 것으로 분석했다. 한편 규슈와 가까운 미야자키현 동쪽 해역에서 규모 M7.6의 지진이 일어날 경우 미야자키현 연안 평야에서 최대진도 6강을 기록하며 규슈 거의 전역에서 진도 5강을 느낄 것으로 분석했다.
2003년 미야자키현의 지진피해상정보고에선 지진조사위원회가 가정한 진원역보다 육지에 가까운 지역을 진원으로 선정했는데, 그 결과 미야자키현 연안 평야에서 최대진도 6강에서 국지적으로는 진도7을 기록하는 곳도 있을 것으로 추정했다. 또한 휴가나다 남쪽에 지진이 일어날 경우 난고정에서 5m 이상, 니치난시에서 4.2m를 비롯하여 규슈 동부 각지에 2-3m의 쓰나미가 올 것으로 추정했으며, 휴가나다 북쪽에 지진이 일어날 경우 신토미정 4.9m, 휴가시 4.2m를 비롯하여 규슈 동부 각지에 2-4m의 쓰나미가 올 것으로 분석했다. 또한 최악의 경우 미야자키현에서 사망자 약 910명, 중상자 1,800명, 이재민 157,000명이 나올 것으로 추정했다.
또한 가고시마현은 1995년에서 96년 사이 있었던 피해지역상정조사에서 미야자키현의 가정보다 큰 규모 M7.8급의 지진이 올 것이라 가정하고 가고시마현 내 오스미반도와 같이 지반이 약한 곳에서는 최대 진도 6약 정도를 기록할 것이라고 추정했다. 또한 M7.8 급의 휴가나다 지진이 올 경우 가고시마 현내에서만 사망자 260명, 건물 대파/붕괴 3,500채, 건물 화재로 인한 소실 3채의 피해를 입을 것이라고 추정했다.

## 주요 휴가나다 지진
이 목록은 휴가나다 지진 중 사망자가 보고되었거나, 규모 M7.0 이상 지진 및 최대진도 5(개정 이전) 또는 5약 이상의 지진이다. 지진 발생 일자의 모든 날짜는 양력으로 기록한다.
| 지진 발생 날짜   | 진앙 명칭               | 좌표                                                  | 깊이 (km) | 규모 (M)             | 최대 진도 | 비고 |
| ---------------- | ----------------------- | ----------------------------------------------------- | --------- | -------------------- | --------- | --- |
| 1498년 7월 9일   | 분고 수도               | 북위 33° 00′ 동경 132° 15′ / 북위 33.0° 동경 132.25°  |           | 7.0 - 7.5            |           | 산사태가 일어나고 땅이 갈라지며 진흙 분출 등의 피해가 있었다고 기록되어 있다. 이날 있었던 기나이 및 중국 상하이의 쓰나미 기록을 통해 난카이 지진이 있었다는 설도 있다. 이 외에도 지진 자체가 사실은 일어나지 않았다는 설도 있다. |
| 1662년 10월 31일 | 휴가나다                | 북위 31° 42′ 동경 132° 00′ / 북위 31.7° 동경 132.0°   |           | 7.6                  |           | 휴가국과 오스미국에서 사망자가 다수 일어났다고 기록되어 있다. 미야자키시에서 약 5m의 쓰나미가 덮쳤던 것으로 추정되며 기록된 휴가나다 지진 중 가장 큰 규모의 지진이다. |
| 1769년 8월 29일  | (분고 수도)             | 북위 33° 00′ 동경 132° 06′ / 북위 33° 동경 132.1°     |           | 7.8 전후 (이설 있음) |           | 휴가국, 분고국, 히고국에서 주요 피해가 일어났다. 피해 상황을 바탕으로 미야자키시에서 최대 진도6을 기록하며 2-2.5m의 쓰나미가 닥쳤으며 규모는 M7.8 정도로 추정된다. 하지만 마츠우라 교수(松浦 ほか, 2003) 등의 연구에선 이틀 후 일어난 수해 피해와 혼동하는 공포로 기록에 혼동이 생겼으며, 규모가 작은 지진일 가능성을 지목하며 2004년 지진조사위원회에선 이 지진을 휴가나다 지진으로 인정하지 않았다. |
| 1899년 11월 25일 | 휴가나다                | 북위 31° 54′ 동경 132° 00′ / 북위 31.9° 동경 132.0°   | 얕음      | 7.1                  |           | 미야자키현, 오이타현에서 가옥 붕괴 등의 피해가 있었다. |
| 1899년 11월 25일 | 휴가나다                | 북위 32° 42′ 동경 132° 18′ / 북위 32.7° 동경 132.3°   | 얕음      | 6.9                  |           | 위와 같다. |
| 1909년 11월 10일 | (미야자키현 서부)       | 북위 32° 18′ 동경 131° 06′ / 북위 32.3° 동경 131.1°   | 약 150    | 7.3-7.6              |           | 판 내부에서 일어난 심발지진으로 휴가나다 지진은 아니다. 오이타현, 미야자키현, 구마모토현, 가고시마현, 고치현, 히로시마현, 오카야마현에 피해를 관측했다. |
| 1923년 7월 13일  | (규슈 지방 동남쪽 해역) | 북위 30° 54′ 동경 132° 00′ / 북위 30.9° 동경 132.0°   | 44        | 7.1                  | 4         | 미야자키시, 가고시마에서 최대 진도4를 기록했다. 진앙이 지진조사위원회 평가 영역의 남쪽 끝부분에 있다. 진앙을 근거로 난세이 제도 근해 지진이라 하는 연구도 있다. 사상자는 없다. |
| 1929년 5월 22일  | 휴가나다                | 북위 31° 45′ 동경 131° 53′ / 북위 31.75° 동경 131.89° | 59        | 6.9                  | 5         | 미야자키시, 히토요시시에서 진도5를 관측했다. 쓰나미를 관측했으나 피해는 없었다. |
| 1931년 11월 2일  | 휴가나다                | 북위 31° 47′ 동경 132° 00′ / 북위 31.79° 동경 132.00° | 28        | 7.1                  | 5         | 미야자키시, 미야코노조시에서 최대 진도5를 관측했다. 사망자 1명, 부상자 29명의 피해가 있었다. 무로토곶에서 최대 85cm의 쓰나미를 관측했다. |
| 1939년 3월 20일  | 휴가나다                | 북위 32° 05′ 동경 131° 45′ / 북위 32.08° 동경 131.75° | 57        | 6.5                  | 4         | 미야자키시, 구마모토시에 최대 진도4를 관측했다. 사망자 1명, 부상자 1명의 피해가 있었다. |
| 1941년 11월 19일 | 휴가나다                | 북위 32° 07′ 동경 132° 08′ / 북위 32.12° 동경 132.13° | 33        | 7.2                  | 5         | 미야자키시, 노베오카시에서 최대 진도5를 관측했다. 사망자 2명, 부상자 18명의 피해가 있었다. 규슈, 시코쿠에서 최대 1m의 쓰나미를 관측했다. |
| 1961년 2월 27일  | 휴가나다                | 북위 31° 39′ 동경 131° 53′ / 북위 31.65° 동경 131.89° | 37        | 7.0                  | 5         | 미야자키시, 니치난시, 미야코노조시에서 최대 진도5를 관측했다. 사망자 2명, 부상자 7명의 피해가 있었다. 규슈 중부 지역에 최대 50cm의 쓰나미를 관측했다. |
| 1968년 4월 1일   | 휴가나다                | 북위 32° 17′ 동경 132° 32′ / 북위 32.28° 동경 132.53° | 30        | 7.5                  | 5         | 노베오카시, 스쿠모시에서 최대 진도5를 관측했다. 사망자 1명, 부상자 15명(53명이라는 자료도 있음)의 피해가 있었다. 시코쿠 지역에 최대 3m의 쓰나미를 관측하여 건물 침수 56채, 선박 파손 피해도 일어났다. |
| 1970년 7월 26일  | 휴가나다                | 북위 32° 04′ 동경 132° 02′ / 북위 32.07° 동경 132.03° | 10        | 6.7                  | 5         | 미야자키시, 니치난시, 미야코노조시에서 최대 진도5를 관측했다. 쓰나미가 있었으나 피해를 입진 않았다. 부상자 13명이 나왔다. |
| 1984년 8월 7일   | 휴가나다                | 북위 32° 23′ 동경 132° 10′ / 북위 32.38° 동경 132.16° | 33        | 7.1                  | 4         | 미야자키시, 오이타시, 구마모토시, 우와지마시 등에서 최대 진도4를 관측했다. 부상자 9명의 피해가 있었다. 노베오카시에서 최대 18cm의 쓰나미를 관측했다. 진원기구 분석 결과 양단층형 지진으로 나와 휴가나다 지진이 아니며, 필리핀해판 내에서 일어난 판 내부 지진이라는 주장도 있다. |
| 1987년 3월 18일  | 휴가나다                | 북위 31° 58′ 동경 132° 04′ / 북위 31.97° 동경 132.06° | 48        | 6.6                  | 5         | 미야자키시에서 최대 진도5를 관측했다. 쓰나미가 있었으나 피해는 없었다. 사망자 1명, 부상자는 6명이었다. 진원기구 분석 결과 정단층형 지진으로 나왔다. |
| 1996년 10월 19일 | 휴가나다                | 북위 31° 48′ 동경 132° 01′ / 북위 31.80° 동경 132.01° | 34        | 6.9                  | 5약       | 미야자키시 등에서 최대 진도 5약을 관측했다. 쓰나미가 있었으나 피해는 없었다. 사상자는 없다. |
| 1996년 12월 3일  | 휴가나다                | 북위 31° 46′ 동경 131° 41′ / 북위 31.77° 동경 131.68° | 38        | 6.7                  | 5약       | 미야자키시에서 최대 진도 5약을 관측했다. 쓰나미가 있었으나 피해는 없었다. 사상자는 없다. |
| 2019년 5월 10일  | 휴가나다                | 북위 31° 48′ 동경 132° 06′ / 북위 31.8° 동경 132.1°   | 25        | 6.3                  | 5약       | 미야자키시, 미야코노조시에서 최대 진도 5약을 관측했다. 부상자가 3명 발생했다. 진원기구 분석 결과 역단층형 지진이다. |
| 2022년 1월 22일  | 휴가나다                | 북위 32° 42′ 동경 132° 06′ / 북위 32.7° 동경 132.1°   | 45        | 6.6                  | 5강       | 진원기구 분석 결과 서북서-동남동 방향으로 장력축을 받은 정단층형 지진이다. 오이타현 오이타시, 사이키시, 다케타시, 미야자키현 노베오카시, 다카치호정에서 최대 진도 5강을 관측하였다. 또한 일본 기상청의 추계진도분포지도에 따르면 일부 지역에서는 최대 진도 6약을 관측한 것으로 추정된다. 이 지진으로 쓰나미는 관측되지 않았으며, 총 8명이 부상을 입었다.                                              |
| 2024년 8월 8일   | 휴가나다                | 북위 31° 48′ 동경 131° 42′ / 북위 31.8° 동경 131.7°   | 31        | 7.1                  | 6약       | 미야자키현 니치난시에서 최대진도 6약을 관측했다. 고치현, 에히메현, 오이타현, 미야자키현, 가고시마현에 쓰나미주의보가 발령되었다. 일본 기상청은 난카이 해곡 지진 관련 정보(조사중)를 발표하고 난카이 해곡 거대지진과의 관계를 조사중이라고 발표했다. 이후 난카이 해곡 지진 관련 정보(거대지진 주의)를 발표했다.                                                                                        |

17세기 이후 일어난 규모 M7.6급 휴가나다 지진의 진앙을 빨간 점 으로, 1923년 이후 일어난 규모 M7.0-7.2급의 휴가나다 지진을 파란 점 으로 나타냈다.

## 같이 보기
- 휴가나다
- 난카이 해곡 거대지진
- 연동형지진

## 참고 문헌
- 「日向灘および南西諸島海溝周辺の地震活動の長期評価について」、地震調査研究推進本部 地震調査委員会、2004年2月27日付、2013年4月2日閲覧。
- 「日向灘の地震を想定した強震動評価について」、地震調査研究推進本部 地震調査委員会、2005年9月26日付、2013年4月2日閲覧。
- 「宮崎県地震被害想定調査報告書 보관됨 2013-04-23 - archive.today」宮崎県、2003年3月31日、2013年4月2日閲覧。
- 「宮崎県地震減災計画」宮崎県、2004年3月、2013年4月2日閲覧。
- 宇津徳治，1990，世界の被害地震の表（古代から1989年まで），宇津徳治，東京，243 p．
- Utsu, T., 2002, A list of deadly earthquakes in the World: 1500-2000, in International Handbook of Earthquake and Engineering Seismology Part A, edited by Lee, W.K., Kanamori, H., Jennings, P.C., and Kisslinger, C., pp. 691–717, Academic Press, San Diego.
- 宇津徳治，2004，世界の被害地震の表（古代から2002年まで），宇津徳治先生を偲ぶ会，東京，電子ファイル最終版．